# روسلي (إلينوي)
روسلي (بالإنجليزية: Roselle)‏ هي قرية تقع في الولايات المتحدة في إلينوي. يقدر عدد سكانها بـ 22,763 نسمة وترتفع عن سطح البحر 216–243 متر.

## التركيبة السكانية
حدّد مكتب تعداد الولايات المتحدة بيانات التركيبة السكانية لروسلي في تعداد الولايات المتحدة. في ما يلي، التركيبة السكانية حسب تعدادي 2000 و2010.

### تعداد عام 2000
بلغ عدد سكان روسلي 23,115 نسمة بحسب تعداد عام 2000، وبلغ عدد الأسر 8,443 أسرة وعدد العائلات 6,236 عائلة مقيمة في القرية. في حين سجلت الكثافة السكانية 1,593 نسمة لكل كيلومتر مربع (4,125.9/ميل2). وبلغ عدد الوحدات السكنية 8,552 وحدة بمتوسط كثافة قدره 589.4 لكل كيلومتر مربع (1,526.5/ميل2).
وتوزع التركيب العرقي للقرية بنسبة 87.89% من البيض و1.66% من الأمريكيين الأفارقة و0.21% من الأمريكيين الأصليين و7.29% من الأمريكيين ذوي الأصول الآسيوية و0.05% من سكان جزر المحيط الهادئ و1.44% من الأعراق الأخرى و1.47% من عرقين مختلطين أو أكثر و5.18% من الهسبانيون أو اللاتينيون من أي عرق.
بلغ عدد الأسر 8,443 أسرة كانت نسبة 39.4% منها لديها أطفال تحت سن الثامنة عشر تعيش معهم، وبلغت نسبة الأزواج القاطنين مع بعضهم البعض 61.2% من أصل المجموع الكلي للأسر، ونسبة 9.5% من الأسر كان لديها معيلات من الإناث دون وجود شريك،  بينما كانت نسبة 3.2% من الأسر لديها معيلون من الذكور دون وجود شريكة وكانت نسبة 26.1% من غير العائلات. تألفت نسبة 21.2% من أصل جميع الأسر من عدة أفراد يعيشون في نفس المنزل ونسبة 5.6% كانت تتألف من شخص يعيش بمفرده يبلغ من العمر 65 عاماً أو أكثر. وبلغ متوسط حجم الأسرة المعيشية 2.73، أما متوسط حجم العائلات فبلغ 3.22.
بلغ العمر الوسطي للسكان 35.4 عاماً. وكانت نسبة 25.9% من القاطنين تحت سن الثامنة عشر، وكانت نسبة 8.3% بين الثامنة عشر والرابعة والعشرين عاماً، ونسبة 33.5% كانت واقعةً في الفئة العمرية ما بين الخامسة والعشرين والرابعة والأربعين عاماً، ونسبة 24.1% كانت ما بين الخامسة والأربعين والرابعة والستين، ونسبة 7.9% كانت ضمن فئة الخامسة والستين عاماً فما فوق. يوجد لكل 100 أنثى 95.8 ذكر، ويوجد لكل 100 أنثى في الثامنة عشر من عمرها فما فوق 92.2 ذكر.
بلغ متوسط دخل الأسرة في القرية 86,654 دولارًا، أما متوسط دخل العائلة فبلغ 88,408 دولارًا. وكان متوسط دخل الذكور 61,250 دولارًا مقابل 52,143 دولارًا للإناث. وسجل دخل الفرد الخاص بالقرية 30,232 دولارًا. وكانت نسبة 0% من العائلات ونسبة 0% من السكان تحت خط الفقر، وكان من هؤلاء نسبة 0% تحت سن الثامنة عشر ونسبة 0% في الخامسة والستين من العمر وما فوق.

### تعداد عام 2010
بلغ عدد سكان روسلي 22,763 نسمة بحسب تعداد عام 2010، وبلغ عدد الأسر 8,632 أسرة وعدد العائلات 6,202 عائلة مقيمة في القرية. في حين سجلت الكثافة السكانية 1,568.8 نسمة لكل كيلومتر مربع (4,063.2/ميل2). وبلغ عدد الوحدات السكنية 9,036 وحدة بمتوسط كثافة قدره 622.7 لكل كيلومتر مربع (1,612.8/ميل2).
وتوزع التركيب العرقي للقرية بنسبة 84.18% من البيض و2.57% من الأمريكيين الأفارقة و0.15% من الأمريكيين الأصليين و9.12% من الأمريكيين ذوي الأصول الآسيوية و0.03% من سكان جزر المحيط الهادئ و1.91% من الأعراق الأخرى و2.05% من عرقين مختلطين أو أكثر و8.20% من الهسبانيون أو اللاتينيون من أي عرق.
بلغ عدد الأسر 8,632 أسرة كانت نسبة 34.5% منها لديها أطفال تحت سن الثامنة عشر تعيش معهم، وبلغت نسبة الأزواج القاطنين مع بعضهم البعض 57.2% من أصل المجموع الكلي للأسر، ونسبة 10.8% من الأسر كان لديها معيلات من الإناث دون وجود شريك،  بينما كانت نسبة 3.9% من الأسر لديها معيلون من الذكور دون وجود شريكة وكانت نسبة 28.2% من غير العائلات. تألفت نسبة 23.3% من أصل جميع الأسر من عدة أفراد يعيشون في نفس المنزل ونسبة 6.7% كانت تتألف من شخص يعيش بمفرده يبلغ من العمر 65 عاماً أو أكثر. وبلغ متوسط حجم الأسرة المعيشية 2.63، أما متوسط حجم العائلات فبلغ 3.14.
بلغ العمر الوسطي للسكان 39.3 عاماً. وكانت نسبة 23.5% من القاطنين تحت سن الثامنة عشر، وكانت نسبة 7.9% بين الثامنة عشر والرابعة والعشرين عاماً، ونسبة 27.1% كانت واقعةً في الفئة العمرية ما بين الخامسة والعشرين والرابعة والأربعين عاماً، ونسبة 31.4% كانت ما بين الخامسة والأربعين والرابعة والستين، ونسبة 10.2% كانت ضمن فئة الخامسة والستين عاماً فما فوق. وتوزع التركيب الجنسي للسكان بنسبة 48.5% ذكور و51.5% إناث.

## أعلام
- دون سونديرلاج
- ليندسي فلانغن
- جيك جانون
- كيث هاكني
- دون شولز